# Geneva (Ohio)
Geneva ist eine City im Ashtabula County des Bundesstaates Ohio, Vereinigte Staaten. Das U.S. Census Bureau hat bei der Volkszählung 2020 eine Einwohnerzahl von 5.924 ermittelt.

## Historisches
Das Gebiet um Geneva wurde 1805 besiedelt, die Gemeinde selbst um 1816 gegründet und 1958 zu einer Stadt vereinigt. Geneva wurde nach der im Bundesstaat New York liegenden gleichnamigen Stadt benannt, deren Name wiederum auf Genf zurückgeht.

## Bildungssystem
Geneva verfügt über vier Grundschulen, eine Junior High School und eine High School, die sog. Geneva High. Das Bildungssystem von Geneva unterliegt dem öffentlichen Bildungsrecht, die Schulen nehmen also Schüler und Studenten aus allen US-Bundesstaaten auf.

## Landwirtschaft
Die Lage der Stadt am Eriesee macht den Weinbau in dieser Gegend möglich. Der Weinbau ist nur in einem schmalen Streifen von rund 20 km möglich, in dem der See das Mesoklima beeinflusst. Im Frühjahr ist es durch die Vereisung des Sees längere Zeit kühler als anderswo. Das verhindert das frühzeitige Knospen der Pflanzen, die durch eintretende Fröste geschädigt werden können. Im Herbst hingegen dient der See als Wärmespeicher und macht das Ausreifen der Trauben möglich. Geneva ist bundesweit bekannt für seine Weintrauben, die zu Traubensaft und Wein gepresst werden und maßgeblich zum wirtschaftlichen Unterhalt der Stadt beiträgt. Jedes Jahr findet in Geneva am letzten Wochenende im September ein Erntedankfest, das traditionelle "Grape Jamboree" statt. An diesen beiden Tagen ziehen Paraden durch die Hauptstraßen der Stadt und es gibt Festival- und Weinfestattraktionen.

## Besonderheiten
Geneva gehört zu den ganz wenigen US-Gemeinden, die Ansprüche auf Land und Pachtrechte auf dem Mond erheben. Diese Rechte wurden von Geneva im Jahre 1966, anlässlich der 100-Jahr-Feier, beansprucht. Durch den im Jahr 1967 als United Nations Outer Space Treaty unterzeichneten Vertrag ist jedoch der Anspruch auf außerirdische Besitzungen durch irdische Regierungen und Verwaltungseinheiten ausgeschlossen.

## Söhne und Töchter der Stadt
- Emy Coligado (* 1971), Schauspielerin, bekannt durch ihre Rolle der „Piama“ in der Serie Malcolm mittendrin
- Edward Sylvester Ellis (1840–1916), Autor, besonders bekannt durch seine Wildwestromane
- Ransom Eli Olds (1864–1950), Pionier der Automobilindustrie und Namensgeber für das Oldsmobile und die Reo Motor Car Company
- Platt Rogers Spencer (1800–1864), Kalligraph, der Spencerian script, eine Schreibschrift, erfand; nach ihm ist die Spencer Elementary School in Geneva benannt
- Freeman Thorpe (1844–1922), Porträtmaler, der Bilder mehrerer US-amerikanischer Präsidenten malte, darunter das Bild von Abraham Lincoln im United States Capitol